# Madracis pharensis
Madracis pharensis е вид корал от семейство Pocilloporidae. Възникнал е преди около 0,78 млн. години по времето на периода кватернер. Видът не е застрашен от изчезване.

## Разпространение и местообитание
Разпространен е в Албания, Алжир, Ангуила, Антигуа и Барбуда, Барбадос, Бахамски острови, Белиз, Бермудски острови, Бонер, Британски Вирджински острови, Венецуела, Гваделупа, Гибралтар, Гренада, Гърция, Доминика, Доминиканска република, Египет, Западна Сахара, Израел, Испания, Италия, Кайманови острови, Кипър, Колумбия, Коста Рика, Куба, Кюрасао, Либия, Ливан, Малки далечни острови на САЩ, Малта, Мароко, Мексико, Монако, Монсерат, Никарагуа, Панама, Саба, САЩ, Свети Мартин, Сейнт Винсент и Гренадини, Сейнт Китс и Невис, Сейнт Лусия, Сен Естатиус, Синт Мартен, Сирия, Словения, Тринидад и Тобаго, Тунис, Турция, Търкс и Кайкос, Франция, Хаити, Хондурас, Хърватия, Черна гора и Ямайка.
Обитава океани, заливи, лагуни и рифове. Среща се на дълбочина от 1 до 1172 m, при температура на водата от 5,8 до 28,9 °C и соленост 34,2 – 38,4 ‰.

## Описание
Популацията на вида е стабилна.